# هوگشلاگ
هوگشلاگ (به آلمانی: Haugschlag) یک منطقهٔ مسکونی در اتریش است که در ناحیه گموند واقع شده‌است. هوگشلاگ ۵۲۷ نفر جمعیت دارد.